# Elings landskommun
Elings landskommun var en tidigare kommun i dåvarande Skaraborgs län.

## Administrativ historik
Kommunen inrättades i Elings socken i Barne härad i Västergötland när 1862 års kommunalförordningar trädde i kraft.
Den 1 januari 1947 (enligt beslut den 14 december 1945) överfördes till Elings landskommun från Lekåsa landskommun de obebodda fastigheterna Västorp 1:9 och Västorp 1:11, omfattande en areal av 0,11 km² land.
Vid kommunreformen 1952 uppgick landskommunen i Vedums landskommun som 1967 uppgick i Vara köping som 1971 ombildades till Vara kommun.